# Juan Espejo Varas
Juan Nepomuceno Espejo Varas (San Bernardo, 6 de enero de 1860-Santiago, 10 de septiembre de 1926) Fue un abogado y político chileno.

## Biografía
Fue hijo de Juan Nepomuceno Espejo Bravo y Luisa Varas Marín.
Estudió humanidades en el Instituto Nacional y Leyes en la Universidad de Chile. Juró como abogado el 10 de diciembre de 1883.
En 1883 fue nombrado secretario de la Legación de Chile en Argentina y Uruguay. Durante su permanencia en Montevideo escribió varias columnas de los periódicos "La Razón" y "El Ateneo" de Uruguay.
De regreso en Chile continuó desarrollando su labor en las letras. Colaboró en los periódicos "El Heraldo", "La Época", "La Ley" y más tarde en la revista Zig-Zag. Redactó la publicación semanal "Los Lunes", en la que escribió con el seudónimo de W. Athelston. Tradujo los escritos del poeta indio Rabindranath Tagore, siendo la primera traducción conocida en Sudamérica.
Militó en el Partido Radical integrando la Junta Central del Partido. Electo diputado suplente por Illapel, durante el período 1885-1888. Diputado por Osorno, en el período 1888-1891. 
Fue Rector del Instituto Nacional entre 1886 a 1891, siendo destituido de su cargo debido a su apoyo al bando revolucionario durante la guerra civil de 1891. Fue director la publicación "
Boletín Oficial" de la Junta de Iquique. Nombrado secretario letrado de la 2a. Brigada del Ejército. El 10 de agosto ascendió a sargento mayor y con ese grado peleó en las batallas de Concón y Placilla. Se retiró del ejército el 6 de octubre.
Al reasumir como rector del Instituto Nacional, administró y reorganizó el establecimiento elevándolo a la categoría del primer establecimiento educacional de Chile. A pesar de jubilar, siguió al frente del Instituto Nacional hasta su muerte. También fue profesor de la Escuela Franklin y de la Escuela Alejandro Humboldt.
Fue miembro académico de la Facultad de Filosofía, Humanidades y Bellas Artes de la Universidad de Chile y del Consejo Superior de Instrucción Pública.
Falleció en Santiago, el 11 de septiembre de 1926. Estaba casado con Aurora Sofía Tapia Luco desde el 28 de febrero de 1886, con quien tuvo 3 hijos: Juan Luis, Aurora y René.